# Sara Colaone
Sara Colaone (Pordenone, 1970) è una fumettista, illustratrice e docente italiana.

## Biografia
Sara Colaone è un’autrice di fumetti e illustratrice i cui personaggi dalle molte sfaccettature raccontano la storia, il costume e la cultura italiana. 
Ha esordito nella narrativa disegnata nel 1997 con il racconto breve Il Segreto, scritto da Francesco Satta e pubblicato su Mondo Naif. La collaborazione artistica con Satta darà origine a progetti molto differenti: la striscia Pino La Tigre sul quotidiano "Il domani di Bologna" dal 2000 al 2001,  la raccolta di racconti Pranzo di famiglia pubblicati da Kappa Edizioni, casa editrice che ha contribuito a lanciare il formato del graphic novel in Italia. Sempre con Kappa Edizioni pubblica un episodio di Lupin III Millennium scritto da Massimiliano De Giovanni e illustra Conan, The Incredible Tide (Conan, il ragazzo del futuro) di Alexander Key. 
Fra il 2000 e il 2003 realizza piloti d'animazione su serie originali create insieme allo sceneggiatore Luca de Santis.
Dal 2007 esplora l'autoproduzione con il cortometraggio animato Monsieur Bordigon scritto da Francesco Satta, una narrazione multimediale fatta di cortometraggi d'animazione (in collaborazione con l'animatore di marionette di carta Brane Solče), una serie a fumetti (pubblicata nella rivista Black - Coconino Press e da  Vivacomix) e multipli d'arte prodotti da l'Officina di Vicenza. Nello stesso periodo pubblica storie brevi a fumetti su Stripburger, Le monde diplomatique Deutschland, Scuola di Fumetto.
Fra il 2007 e il 2017 si occupa di editoria divulgativa con Zanichelli, Pearson Italia, Loescher, e ha realizzato illustrazioni per riviste Il caffè illustrato, Internazionale, Ventiquattro Magazine, Punto.It, disegnando le copertine della Rivista Il Mulino per quattro annate.
Nel 2010, sperimentando una tecnica grafica che mischia analogico e digitale, realizza Ciao ciao bambina (Kappa edizioni), suo primo romanzo grafico da autrice completa. A partire da questa esperienza intensifica la collaborazione come illustratrice con alcune delle più note case editrici italiane, come Giunti, Fatatrac e Pelledoca. 
Fra i suoi romanzi grafici spiccano il fortunatissimo In Italia sono tutti maschi, scritto da Luca de Santis (Kappa 2008, Oblomov editore 2019), sul confino degli omosessuali durante il fascismo tradotto in cinque lingue; Leda, che solo amore e luce ha per confine scritto da Satta e de Santis (Coconino Press 2016), con cui ha vinto il prestigioso Gran Guinigi come Miglior disegnatore a Lucca Comics & Games 2017; Ariston (Oblomov 2018, scritto da Luca de Santis) storia di emancipazione femminile nella provincia italiana e 
Osservando la relazione del fumetto con la musica e la letteratura, si è cimentata come autrice unica in un progetto ambizioso: Tosca (Solferino, 2019) graphic novel-rimediazione ispirata all’omonima opera lirica di Giacomo Puccini e ha in seguito disegnato Evase dall'harem (Steinkis 2019, Oblomov 2021), scritto da Didier Quella-Guyot e Alain Quella-Villéger, graphic novel sulle fuga da Istanbul nel 1906 delle tre giovani donne che ispirarono a Pierre Loti il romanzo Les Desenchantées.
Dall'Europa agli Stati Uniti, Sara Colaone ritorna a lavorare con Luca de Santis sulla biografia-romanzo dedicata all'americana Georgia O'Keeffe, artista imprescindibile per la contemporaneità, con Georgia O'Keeffe, Amazone de l'art moderne, libro realizzato in occasione della grande mostra del 2021 al Centro Pompidou e di prossima uscita per Oblomov edizioni.
Dal 2006 insegna Fumetto e Illustrazione all’Accademia di Belle Arti di Bologna e collabora con il MOdE - Museo Officina dell’Educazione dell’Università di Bologna.
Per la rivista “Nuovi Argomenti” cura la sezione dedicata al fumetto.

## Opere

### Romanzi grafici
- Georgia O'Keeffe, Amazone de l'art moderne, Luca de Santis, Centre Pompidou, Steinkis èditions,2021
- Evadés du Harem, Didier Quella-Guyot, Alain Quella-Villéger, Steinkis èditions, 2020; Oblomov edizioni, 2021
- Tosca, Solferino editore, 2019
- Anna e la famosa avventura nel bosco stregato raccontata da lei stessa, Luca Tortolini e Sara Colaone, Bao Publishing, 2019
- In Italia sono tutti maschi, Luca de Santis e Sara Colaone, Oblomov edizioni, 2019, Italia.
- Ariston, Luca De Santis & Sara Colaone, 2018, Oblomov, Italia
- Ramarro, Fumetti nei musei, Coconino Press, 2018, Italia
- Leda: che solo amore e luce ha per confine, di Francesco Satta e Luca de Santis & Sara Colaone, 2016, Coconino Press, Italia.
- Ciao ciao bambina, Sara Colaone, Kappa edizioni, 2010, Italia.
- En Italie, il n'y a que des vrais hommes, Luca de Santis & Sara Colaone, Dargaud 2010, Benelux.
- In Italia sono tutti maschi, Luca de Santis & Sara Colaone, Kappa edizioni, 2008, Italia.
- Pranzo di famiglia, Francesco Satta & Sara Colaone, Kappa edizioni, 2003, Italia.

#### Romanzi e albi illustrati
- Sara Colaone, Ti Ho visto, Pelledoca editore,  2019
- Sara Colaone, Mamma ritorna sempre a casa, Fatatrac, 2017

### Racconti a fumetti
- Il testamento, in AA.VV. Princesa, a cura di Concita De Gregorio, Giunti, Firenze, 2018.
- Modernità, in, AA.VV. Il Turco in Italia, libretto d'opera, Teatr Wielki, Opera Narodowa, Warszawa, 2017
- Dolore, in, AA.VV. Parole Fuori, Il Castore, Milano 2013.
- Ahmed e il maestro magro di Anna Luisa Raimondi[3], in Migrations. A Story for History in Comics, a cura di Hamelin, Unicredit Foundation, 2011, Italia.
- Operazione Satricum, in Storie d'arte e di misfatti, a cura di Paolo Barcucci, Coniglio, 2010, Italia.
- Palmira, in “Stripburger” nº 49, june 2009, Stripburger, Slovenja.
- Bar Medusa, in “Scuola di fumetto”, nº 67, may 2009, Coniglio ed., Italia.
- Orso, in “Senza Frontiere-Brez Meja”, Vivacomix-Stripburger, 2005, Italia-Slovenja.
- La gigantessa, in “Mondo Naif”, nº 27 dicembre 2005, Kappa ed., Italia.
- Lupin III Millennium: Nei Panni di Zazà, di Massimiliano De Giovanni & Sara Colaone, Kappa ed. 2004, Italia.
- Il foulard, in “Il velo di Maya: Marjane Satrapi o dell'ironia dell'Iran”, Lizard ed. 2003, Italia.

### Serie a fumetti
- Monsieur Bordigon, Francesco Satta & Sara Colaone, Vivacomix-Stripburger, 2007, Italia-Slovenja.
- Monsieur B./disegni, Francesco Satta & Sara Colaone, exhibition catalog, Ram Hotel, 2007, Italia.
- Monsieur Bordigon, Francesco Satta & Sara Colaone, in “Black” nº7, 2006, Coconino Press, Italia.
- La ragazza con la pistola, in www.porticodonne.it.
- Cream 4, in “Jet lag” Kappa edizioni, 2003, Italia.
- Cream 1-2-3, in “Jet lag” Kappa edizioni, 2001, Italia.
- Pino La Tigre, in “Il Domani di Bologna”, 2000-2002, Italia.

### Illustrazioni
- Jimmy Olsen & Sonny Scott, Cento metodi per catturare Babbo Natale, Pendragon, 2006, Italia.
- AAVV, Fuochi, grandi passioni e grandi personaggi che cambiano la vita, Hamelin, 2005, Italia.
- Alexander Key, Conan il ragazzo del futuro (illustrazioni), Kappa ed., 2004, Italia.

### Cortometraggi d'animazione
- Monsieur Bordigon, sublime luce, di Francesco Satta, Sara Colaone & Brane Solce, Slovenia-Italia, 2007.
- Cream 000, di Luca de Santis & Sara Colaone, Italia, 2003.
- Le malefiche disavventure di Mr HIV, di Luca de Santis & Sara Colaone, con la partecipazione di Azienda USL città di Bologna e Circolo Arcigay Il Cassero, Italia, 2001.

### Storyboards
- Lacreme napulitane di Francesco Satta, prod. Francesco Satta & Casa Circondariale, Italia, 2007.

## Premi
- Premio Gran Guinigi 2017 Lucca Comics and Games per miglior disegnatrice a "Leda, che solo amore e luce ha per confine", Coconino Fandango Editore.
- Premio Attilio Micheluzzi come Miglior fumetto 2009 a "[In Italia sono tutti maschi]", Luca de Santis & Sara Colaone, Kappa edizioni.
- Premio Torino Città Olimpica per illustrazioni, 3° premiata.